# Won Jin-ah
Won Jin-ah (Hangul: 원진아) es una actriz surcoreana.

## Carrera
Es miembro de la agencia "Yooborn Company" (유본컴퍼니).
Ha aparecido en sesiones fotográficas para "Elle Korea" junto a Lee Jun-ho.
En 2017 obtuvo su primer papel protagónico en la televisión cuando se unió al elenco principal de la serie Just Between Lovers donde interpretó a la arquitecta Ha Moon-soo, hasta el final de la serie el 30 de enero del 2018.
El 23 de junio de 2018 se unió al elenco principal de la serie Life donde dio vida a la cálida y afectuosa doctora Lee No-eul, una médica que trabaja en el departamento de pediatría, hasta el final de la serie el 11 de septiembre del mismo año.
En septiembre del mismo año se anunció que se había unido al elenco principal de la película Long Live the King donde dará vida a Kang So-hyun, la novia de Jang Sae-chool (Kim Rae-won).
El 28 de septiembre de 2019 se unió al elenco principal de la serie Melting Me Softly (también conocida como "Melt Me"), donde interpretó a Go Mi-ran, una empleada de medio tiempo en una estación de transmisión que recibe la oferta de participar en un proyecto llamado "Frozen Human Project", hasta el final de la serie el 17 de noviembre del mismo año.
En marzo de 2020 se anunció que estaba en pláticas para unirse al elenco de la película Hell.
El 18 de enero de 2021 se unió al elenco principal de la serie She Would Never Know (también conocida como "Sunbae, Don't Put on that Lipstick") donde interpretó a Yoon Song-ah, una mujer que trabaja en una empresa de cosméticos como comercializadora profesional de marcas y que sueña con tener su propia marca de cosméticos algún día, hasta el final de la serie el 9 de marzo del mismo año.
En 2021 se unirá al elenco de la nueva serie de Netflix: Hellbound (también conocida como "Hell") donde dará vida a Song So-hyun, la esposa del director de producción Bae Young-jae (Park Jung-min), una mujer cuya vida se destroza mientras ve a su esposo involucrarse más con un misterioso y siniestro culto.

## Filmografía

### Series de televisión
| Año     | Título               | Personaje       | Notas                | Ref.          |
| ------- | -------------------- | --------------- | -------------------- | ------------- |
| 2017-18 | Just Between Lovers  | Ha Moon-soo     | 16 episodios         |               |
| 2018    | Life                 | Dra. Lee No-eul | 16 episodios         |               |
| 2019    | Melting Me Softly    | Ko Mi-ran       | 16 episodios         |               |
| 2021    | She Would Never Know | Yoon Song-ah    | 16 episodios         | [ 20 ] [ 21 ] |
| 2021    | Hellbound            | Song So-hyun    | 3 episodios          |               |
| 2022    | Unicorn              | -               | Comedia de situación | [ 22 ]        |
| 2025    | The Defects          | Kim A-hyun      |                      | [ 23 ]        |

### Películas
| Año  | Título                     | Personaje             | Notas                                                                                                  | Ref.                 |
| ---- | -------------------------- | --------------------- | --- | -------------------- |
| 2015 | Catch Ball                 | Min-young             | Cortometraje                                                                                           | [ 24 ]               |
| 2015 | The Chosen: Forbidden Cave | Empleada de Sungjiwon | junto a Kim Sung-kyun, Yoo Sun, Chun Ho-jin, Cha Ye-ryun, Kim Hye-sung y Lee Kyu-jung                  |                      |
| 2016 | No Tomorrow                | Esposa de Sook-hoon   | junto a Park Hyo-joo, Bae Seong-woo, Lee Hyun-wook, Choi Il-hwa, Ryu Jun-yeol y Keum Dong-hyun         |                      |
| 2016 | The Age of Shadows         | Monja                 | junto a Song Kang-ho, Gong Yoo, Han Ji-min, Uhm Tae-goo, Shingo Tsurumi, Shin Sung-rok y Seo Young-joo | [ 25 ]               |
| 2017 | Steel Rain                 | Ryu Min-kyung         | junto a Jung Woo-sung, Kwak Do-won, Kim Kap-soo, Kim Eui-sung, Lee Geung-young y Jo Woo-jin            |                      |
| 2019 | Money                      | Park Si-eun           | junto a Ryu Jun-yeol, Yoo Ji-tae, Kim Jae-young, Jo Woo-jin, Dong Hyun-bae, Steve Noh y Nam Moon-chul  |                      |
| 2019 | Long Live the King         | Kang So-hyun          | junto a Kim Rae-won                                                                                    |                      |
| 2021 | Happy New Year             | Lee Young             | junto a Han Ji-min, Lee Dong-wook, Kang Ha-neul, Yoona, Ko Sung-hee y Kim Young-kwang                  | [ 26 ] [ 27 ]        |
| 2022 | Secret: Untold Melody      | Jung-ah               | | [ 28 ] [ 24 ] [ 29 ] |

### Aparición en videos musicales
| Año  | Artista | Canción | Notas               |
| ---- | ------- | ------- | ------------------- |
| 2021 | Lee Hi  | "ONLY"  | junto a Lee Je-hoon |

### Revistas / sesiones fotográficas
| Año  | Título        | Notas          |
| ---- | ------------- | -------------- |
| 2021 | Elle Magazine | junto a Rowoon |

### Anuncios
| Año  | Anuncio             | Notas                 |
| ---- | ------------------- | --------------------- |
| -    | Galaxy S8 CF        | -                     |
| 2016 | Chuchen Rice Cooker | junto a Song Joong-ki |
| 2016 | Eyebon CF           | -                     |

## Premios y nominaciones
| Año  | Categoría                | Premio                     | Trabajo             | Resultado |
| ---- | ------------------------ | -------------------------- | ------------------- | --------- |
| 2020 | Best New Actress         | 25th Chunsa Film Art Award | Long Live the King  | Nominada  |
| 2018 | Best New Actress         | 6th APAN Star Award        | Just Between Lovers | Ganó      |
| 2018 | Best New Actress (Drama) | 2nd Seoul Award            | Just Between Lovers | Nominada  |
| 2018 | Best New Actress         | 54th Baeksang Arts Award   | Just Between Lovers | Nominada  |